# Ledový měsíc

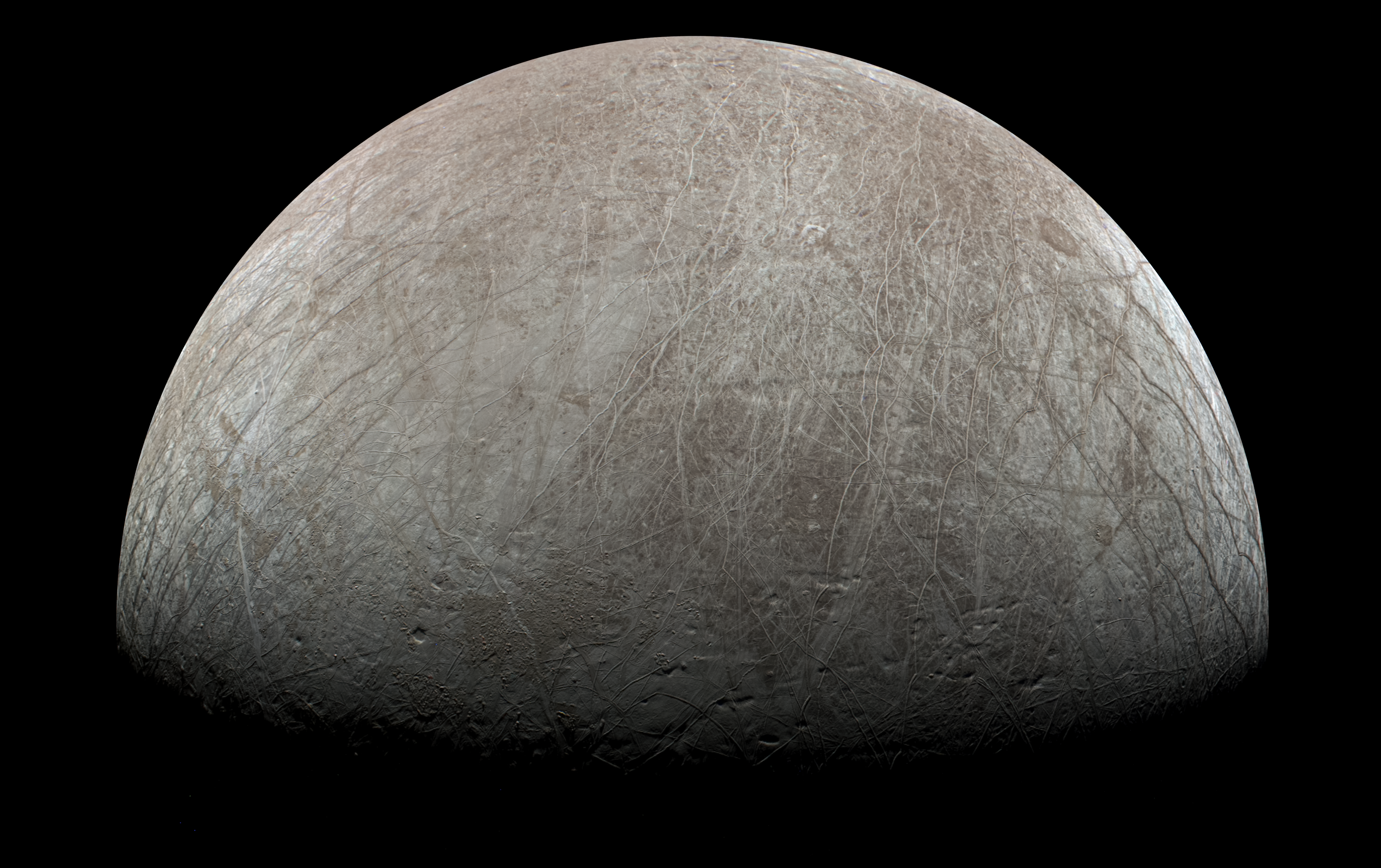
Rozpukané ledové pole měsíce Europa

Ledový měsíc (anglicky Icy moon) je označení pro přirozený satelit, jehož povrch je tvořen převážně ledem. Tento typ měsíce může pod zmrzlým povrchem skrývat tekutý oceán tvořený vodou, případně i jinou látkou (například metanem); pod oceánem pak může být pevné kamenné nebo kovové jádro.
Typickým příkladem ledového měsíce je Jupiterův měsíc Europa.

## Charakteristika
Ledové měsíce jsou známy především jako přirozené družice velkých planet Sluneční soustavy, hlavně Jupiteru a Saturnu, ale i Uranu a Neptunu.
O podobné struktuře se uvažuje i u Charona (měsíce trpasličí planety Pluto), především kvůli jeho nízké hustotě 1700 kg/m³.

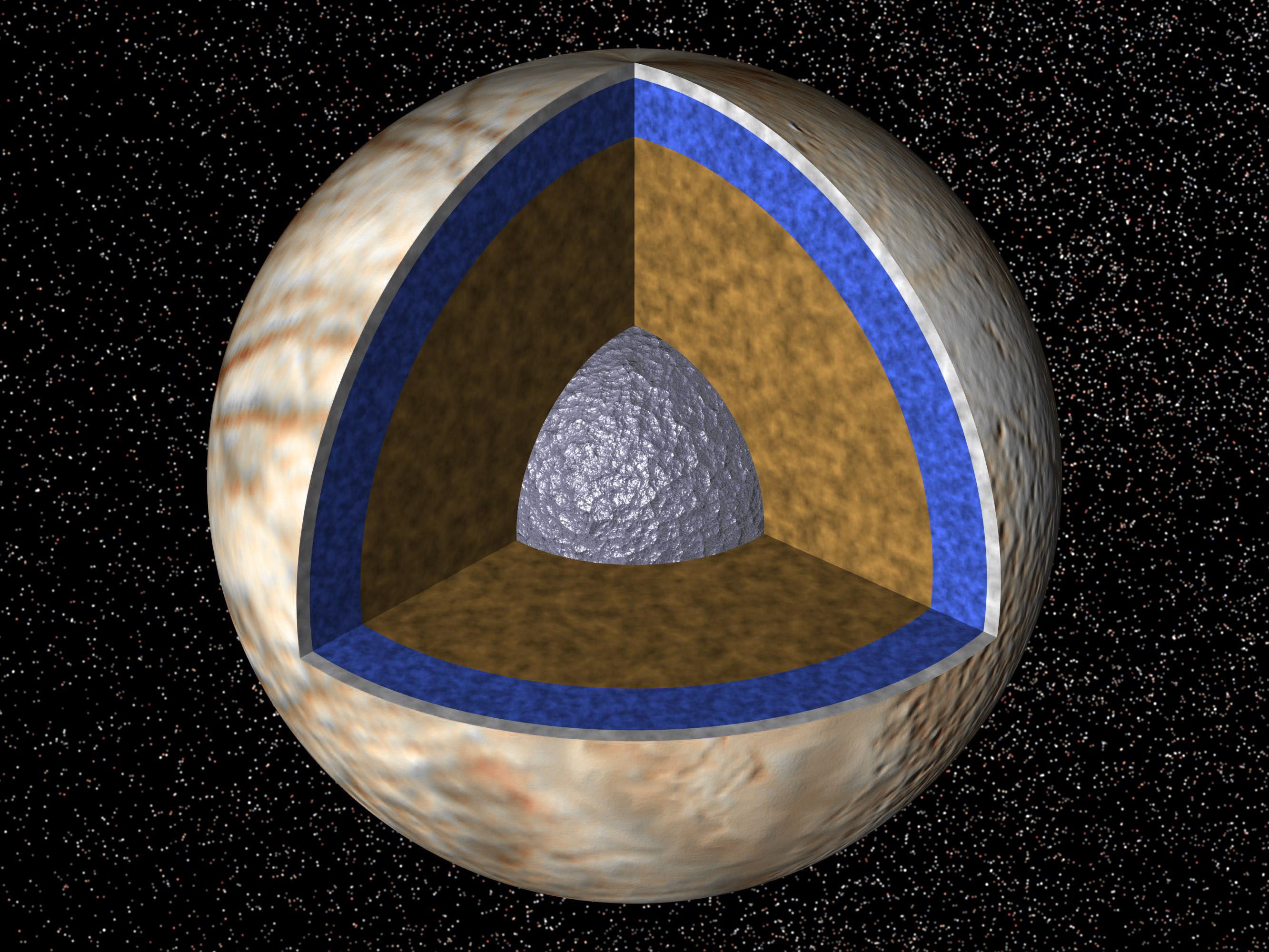
Možná vnitřní struktura měsíce Europa s modře označeným podpovrchovým oceánem

### Podpovrchový oceán

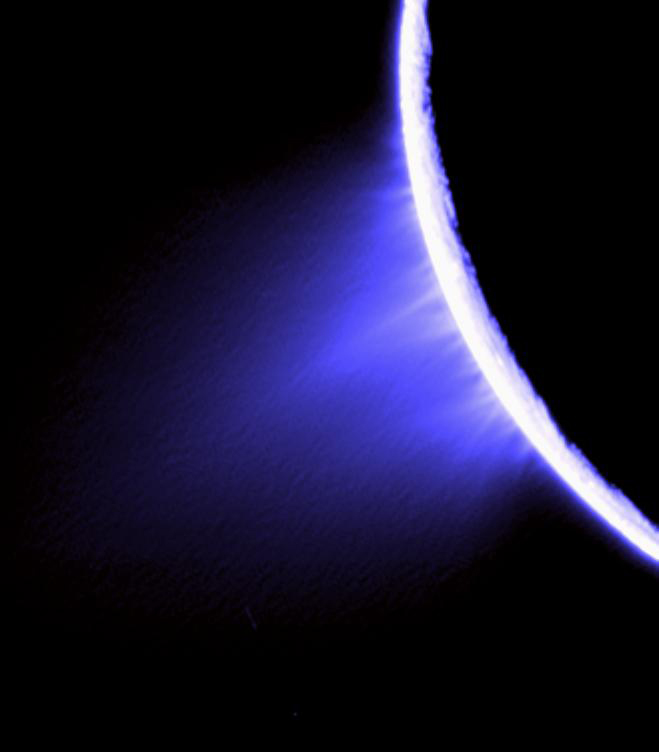
Výtrysky materiálu z měsíce Enceladus

Některé z těchto měsíců jsou vystavovány silným slapovým jevům vlivem gravitačního působení jejich mateřské planety, což teoreticky může udržovat pod zmrzlym povrchem tekutý oceán, který by - také teoreticky - mohl poskytovat útočiště pro jednoduchý mimozemský život. K ověření těchto teorií se k Jupiteru v roce 2024 vydaly dvě sondy: JUICE od Evropské kosmické agentury a Europa Clipper od americké NASA.

### Kryovulkanismus
Silné slapové síly zároveň mohou způsobovat vyvrhování hmoty z oceánu skrz otvory v ledovém povrchu, což je zvláštní druh sopečné činnosti nazývaný kryovulkanismus. Tento jev byl zaznamenán u několika ledových měsíců, například u Saturnova Enceladu.